# Sofroni III de Constantinoble
Sofroni III de Constantinoble (grec: Σωφρόνιος Γ') va ser Patriarca de Constantinoble del 2 d'octubre de 1863 al 16 de desembre de 1866, i després patriarca d'Alexandria amb el nom de Sofroni IV d'Alexandria (de l'11 de juny de 1870 al 3 de setembre de 1899.
Va néixer a Istanbul en una família acomodada. L'any 1820 va ser ordenat diaca, i el 1839, quan ja era sacerdot i bisbe, elegit metropolità de Quios. El 1855 era metropolità d'Amasya, i el 1863, després de la dimissió de Joaquim II va ser nomenat patriarca de Constantinoble en el seu lloc. Durant el seu mandat va integrar al Patriarcat les esglésies de les Illes Jòniques, que havien estat independents, i es va reiniciar la discussió amb l'Església Ortodoxa Romanesa per l'anomenada «Qüestió dels Monestirs», ja que el príncep Alexandre Joan Cuza, cap del Principat de Romania, havia confiscat les propietats del Patriarcat de Jerusalem, del d'Antioquia i del d'Alexandria, i també els monestirs del Mont Atos i el de Santa Caterina del Sinaí. L'any 1866 va renunciar al patriarcat i es va retirar a les Illes dels Prínceps, fins a l'any 1870, quan va quedar vacant la seu del Patriarcat d'Alexandria. Va ocupar el lloc fins a l'any 1899, quan va morir.